# Lista de municípios de Zacatecas
O estado de Zacatecas, no México conta com uma superfície de 75.040 km² e uma divisão política de 58 municípios.
| INEGI Código | Município                    |
| ------------ | ---------------------------- |
| 001          | Apozol                       |
| 002          | Apulco                       |
| 003          | Atolinga                     |
| 004          | Benito Juárez                |
| 005          | Calera                       |
| 006          | Cañitas de Felipe Pescador   |
| 007          | Concepción del Oro           |
| 008          | Cuauhtémoc                   |
| 009          | Chalchihuites                |
| 010          | El Plateado de Joaquín Amaro |
| 011          | El Salvador                  |
| 012          | Fresnillo                    |
| 013          | Genaro Codina                |
| 014          | General Enrique Estrada      |
| 015          | General Francisco R. Murguía |
| 016          | General Pánfilo Natera       |
| 017          | Guadalupe                    |
| 018          | Huanusco                     |
| 019          | Jalpa                        |
| 020          | Jeréz                        |
| 021          | Jiménez del Teul             |
| 022          | Juan Aldama                  |
| 023          | Juchipila                    |
| 024          | Loreto                       |
| 025          | Luis Moya                    |
| 026          | Mazapil                      |
| 027          | Melchor Ocampo               |
| 028          | Mezquital del Oro            |
| 029          | Miguel Auza                  |
| 030          | Momax                        |
| 031          | Monte Escobedo               |
| 032          | Morelos                      |
| 033          | Moyahua de Estrada           |
| 034          | Nochistlán de Mejía          |
| 035          | Noria de Ángeles             |
| 036          | Ojocaliente                  |
| 037          | Pánuco                       |
| 038          | Pinos                        |
| 039          | Río Grande                   |
| 040          | Santa María de la Paz        |
| 041          | Saín Alto                    |
| 042          | Sombrerete                   |
| 043          | Susticacán                   |
| 044          | Tabasco                      |
| 045          | Tepechitlán                  |
| 046          | Tepetongo                    |
| 047          | Teúl de González Ortega      |
| 048          | Tlaltenango de Sánchez Román |
| 049          | Trancoso                     |
| 050          | Trinidad García de la Cadena |
| 051          | Valparaíso                   |
| 052          | Vetagrande                   |
| 053          | Villa de Cos                 |
| 054          | Villa García                 |
| 055          | Villa González Ortega        |
| 056          | Villa Hidalgo                |
| 057          | Villanueva                   |
| 058          | Zacatecas                    |